# 85式自行榴弹炮
85式122毫米自行榴弹炮（工厂研发代号YW-323）是中华人民共和国研发的安装122mm口径榴弹炮的履带式自行火炮。其称为“85式”自行火炮，不是按定型年份命名的，是因其属于85式装甲车车族系列。
主要由中国北方工业公司用于外贸出口，国内只装备西南地区的解放军山地部队。
85式自行榴弹炮沿用70式自行榴弹炮基本结构样式，火炮是根据苏联制D-30型榴弹炮仿制的W86式122毫米口径牵引榴弹炮进行改进后，结合85式装甲输送车为底盘研制而成的无炮塔的敞开式机动火炮。采用半自动输弹机构。发射杀伤爆破底凹榴弹最大射程18千米。
瞄准装置为PG-1M型周视瞄准镜、OP-4M-45型直接瞄准镜与K-1准直仪。